# Дитш, Гийом
Гийо́м Лора́н Дитш (фр. Guillaume Laurent Dietsch; род. 17 апреля 2001, Форбак) — французский футболист, вратарь клуба «Дендер».

## Карьера

### «Мец»

#### Начало карьеры
Футбольную карьеру начинал в юношеском возрасте в любительских клубах. В 2014 году присоединился к футбольной академии французского клуба «Мец». Позже футболист начал выступать за вторую команду клуба. В ноябре 2018 года футболист подписал с клубом свой первый профессиональный контракт. В этот же период футболист несколько раз попадал в заявки основной команды на матчи Кубка Франции, однако футболист провёл их на скамейке запасных. Затем футболист продолжил выступать за вторую команду клуба, где смог закрепиться в роли основного вратаря.

#### Аренда в «Серен»
В июне 2020 года футболист на правах арендного соглашения присоединился к бельгийскому клубу «Серен» до конца сезона. Дебютировал за клуб 24 августа 2020 года в матче против клуба «Ломмел». Футболист сразу же закрепился в основной команде бельгийского клуба, став ключевым вратарём. По итогу сезона вместе с клубом стал серебряным призёром Челленджер Про Лиги, тем самым отправившись в стыковые матчи на повышение в классе. По итогу стыковых матчей футболист помог клубу выйти в бельгийскую Про-лигу, по сумме матчей победив «Васланд-Беверен». По окончании арендного соглашения покинул клуб.
В мае 2021 года футболист продлил свой контракт с «Мецем» до 2023 года. В июне 2021 года футболист снова снова вернулся в бельгийский клуб «Серен» на правах арендного соглашения. Свой дебютный матч в бельгийском чемпионате сыграл 24 июля 2021 года против клуба «Кортрейк». Футболист продолжил выступать в клубе в роли основного вратаря, закончил по итогу чемпионат на предпоследнем месте, отправившись в стыковые матчи за сохранение прописки в элитном дивизионе, где по сумме матче был побеждён клуб РВДМ47. По окончании арендного соглашения покинул клуб.
В июне 2022 года футболист подписал с «Мецем» новый контракт до 2025 года. В июле 2022 года футболист в очередной раз на правах арендного соглашения отправился в бельгийский  «Серен» до конца сезона. Первый матч в новом сезоне сыграл 23 июля 2022 года против клуба «Зюлте-Варегем». Футболист сразу же стал основным вратарём клуба. В октябре 2022 года получил перелом и выбыл из распоряжения клуба до конца года, после восстановившись от травмы в январе 2023 года вернулся к постоянной игровой практике. Закончил сезон вместе с клубом на последнем итоговом месте, вылетев Челленджер Про Лигу. По окончании срока аренды покинул клуб.

#### Возвращения в «Мец»
В июле 2023 года, вернувшись в французский клуб, футболист стал готовиться к новому сезону с основной командой. Первый матч в сезоне сыграл за вторую команду клуба 8 октября 2023 года против клуба «Метрополь Троенн». Дебютный матч за основную команду сыграл 5 ноября 2023 года против «Олимпик Лиона», выйдя на замену на 18 минуте.

## Международная карьера
В октябре 2016 года футболист получил вызов в юношескую сборную Франции до 16 лет. Дебютировал за сборную 25 октября 2016 года в матче против сборной России. В 2018 году начал выступать в юношеской сборной Франции до 18 лет. Дебютный матч сыграл 7 сентября 2018 года против сборной Нидерландов. 
В июле 2019 года в составе юношескую сборную Франции до 19 лет отправился на юношеский чемпионат Европы. Дебютировал за сборную 21 июля 2019 года в матче против сборной Норвегии. Вместе со сборной вышел с первого места в группе. В полуфинальном матче 24 июля 2019 года уступил сборной Испании и закончил своё выступление на турнире.
В сентябре 2021 года футболист получил вызов в молодёжную сборную Франции для участия в квалификациях молодёжного чемпионата Европы. Дебютировал за сборную 24 марта 2022 года в матче против команды Фарерских островов.